# Amghras
Amghras (en àrab أمغراس, Amḡrās; en amazic ⵉⵎⵖⵔⴰⵙ) és una comuna rural de la província d'Al Haouz, a la regió de Marràqueix-Safi, al Marroc. Segons el cens de 2014 tenia una població total de 6.160 persones.